# 哈嫩卡姆湖 (阿沙芬堡縣)

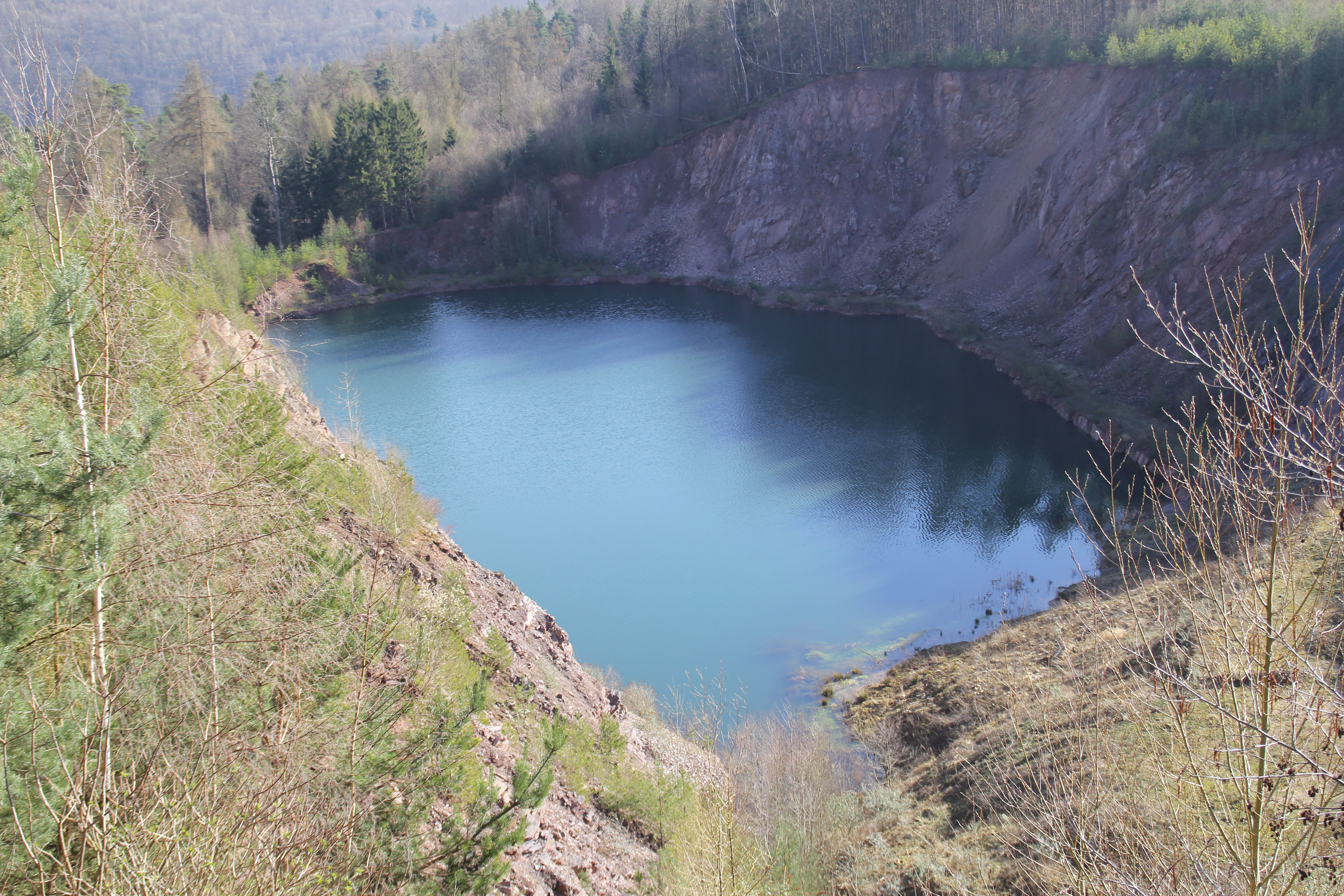

50°05′10″N 9°07′50″E / 50.086141°N 9.130538°E
哈嫩卡姆湖（德語：Hahnenkammsee），是德國的湖泊，位於該國東南部，由巴伐利亞州負責管轄，處於阿沙芬堡縣，長0.16公里、寬0.07公里，面積0.01平方公里，海拔高度250米，最大水深12米。